# Balmenhorn
Das Balmenhorn ist eine 4167 m s.l.m. hohe Erhebung der Walliser Alpen und liegt ganz in Italien, in der Region Aostatal (Gressoney-La-Trinité), unmittelbar westlich der Grenze zur Provinz Vercelli (Piemont).
Es gehört zum Monte-Rosa-Massiv, welches an der Grenze zwischen der Schweiz und Italien liegt. Das Balmenhorn selbst liegt an dem von der Ludwigshöhe nach Süden zur Vincent-Pyramide ziehenden Kamm.
Auf dem Felsblock am Rand des Lysgletschers steht die überlebensgroße bronzene Christusstatue „Christus der Gipfel“ (frz. Le Christ des sommets, wdt. Der Christus vom Spétze, ital. Cristo delle vette), die vom italienischen Künstler Alfredo Bai hergestellt und am 4. September 1955 errichtet wurde.
Es herrscht Uneinigkeit darüber, ob das Balmenhorn tatsächlich ein eigenständiger Gipfel ist, da es sich nur schwach aus den umgebenden Gletschern abhebt. Aus diesem Grund führt die UIAA den Gipfel nur noch in der Liste „Weniger bedeutende Gipfel über 4000 m“.
Wenige Meter unterhalb und westlich des Gipfels befindet sich seit 1985 das Felice-Giordano-Biwak, das über 6 Schlafplätze verfügt.

## Routen
Der Gipfel ist am schnellsten (etwa 2–2½ Stunden) und einfachsten von der Gnifettihütte (3647 m s.l.m.) aus zu erreichen, von der etwas unterhalb gelegenen Rifugio Città di Mantova in etwa 2½-3 Stunden. Von hier aus über den relativ leicht ansteigenden Garstelet-Gletscher bis auf das Hochplateau an den Ausläufern der Vincent-Pyramide und den Verbindungsgrat zwischen Balmenhorn und Schwarzhorn.